# Baltimore Ravens
Els Baltimore Ravens són una franquícia de futbol americà amb seu a Baltimore, Maryland i competeixen a la divisió nord de l'American Football Conference (AFC) dins la National Football League. El seu estadi és el M&T Bank Stadium.

## Història
La franquícia fou fundada el 1996 amb els jugadors dels Cleveland Browns, ja que en aquest mateix any fou fundada una altra franquícia que portava el nom dels Cleveland Browns però amb nous jugadors, i que es va quedar amb els colors i la història dels Cleveland Browns.
El nom dels Ravens fa referència al famós poema escrit per Edgar Allan Poe, mític escriptor romàntic del segle xix que va morir a la ciutat de Baltimore.
Els Baltimore Ravens van aconseguir guanyar la Super Bowl XXXV a la temporada 2000 vencent als New York Giants al Raymond James Stadium de Tampa, Florida.

## Palmarès
- Campionats de lliga (2)
  - Campionats de Super Bowl (2): 2000 (XXXV), 2012 (XLVII).
- Campionats de conferència (2)
  - AFC: 2000, 2012.
- Campionats de divisió (4)
  - AFC Nord: 2003, 2006, 2011, 2012.

## Estadis
- Memorial Stadium (1996-1997)
- M&T Bank Stadium (1998-actualment)